# 朝鮮泥鰍
朝鮮泥鰍為輻鰭魚綱鯉形目鰍科的其中一種，為温帶淡水魚，分布於亞洲韓國淡水流域，體長可達4.1公分，棲息在底層水域，生活習性不明。

## 扩展阅读
維基物種上的相關：朝鮮泥鰍